# Буковац Перушићки
Буковац Перушићки је насељено мјесто у Лици, у општини Перушић, у Личко-сењској жупанији, Република Хрватска.

## Географија
Буковац Перушићки се налази око 3,5 км источно од Перушића. У близини насеља пролази ауто-пут Загреб-Сплит.

## Историја
До територијалне реорганизације у Хрватској насеље се налазило у саставу бивше велике општине Госпић.

## Становништво
Према попису из 1991. године, насеље Буковац Перушићки је имало 221 становника. Према попису становништва из 2001. године, Буковац Перушићки је имао 115 становника. Буковац Перушићки је према попису из 2011. године имао 91 становника.
| Демографија | Демографија | Демографија |
| Година      | Становника  | Становника  |
| ----------- | ----------- | ----------- |
| 1971.       | 278         |             |
| 1981.       | 190         |             |
| 1991.       | 221         |             |
| 2001.       | 115         |             |
| 2011.       |             | 91          |

## Попис1991.
На попису становништва 1991. године, насељено место Буковац Перушићки је имало 221 становника, следећег националног састава:
| Попис 1991.‍ | Попис 1991.‍ | Попис 1991.‍ | Попис 1991.‍ | Попис 1991.‍ |
| ----------- | ----------- | ----------- | ----------- | ----------- |
|             |             |             |             |             |
| Хрвати      | Хрвати      |             | 216         | 97,73%      |
| Италијани   | Италијани   |             | 1           | 0,45%       |
| Словенци    | Словенци    |             | 1           | 0,45%       |
| Срби        | Срби        |             | 1           | 0,45%       |
| непознато   | непознато   |             | 2           | 0,90%       |
| укупно: 221 |             |             |             |             |